# Tambakrejo (Purworejo)
Tambakrejo is een bestuurslaag in het regentschap Purworejo van de provincie Midden-Java, Indonesië. Tambakrejo telt 3711 inwoners (volkstelling 2010).